# Rallye Sanremo-Sestriere 1970
Le Rallye Sanremo-Sestriere 1970 (1. Rallye Sanremo-Sestriere), disputé du 4 au 8 mars 1970, est la troisième manche du Championnat international des marques 1970 (IRC), inauguré cette même année.

## Classement général
| Pos | No | Pilote           | Copilote            | Voiture                | Temps             | Écart           | Groupe |
| --- | -- | ---------------- | ------------------- | ---------------------- | ----------------- | --------------- | ------ |
| 1   | 22 | Jean-Luc Thérier | Marcel Callewaert   | Alpine A110 1600       | 13 min 50 s 5     |                 | 4      |
| 2   | 2  | Harry Källström  | Gunnar Häggbom      | Lancia Fulvia coupé HF | 17 min 10 s 7     | + 3 min 40 s 2  | 4      |
| 3   | 8  | Jean Vinatier    | Jean-François Jacob | Alpine A110 1600       | 26 min 40 s 0     | + 13 min 09 s 5 | 4      |
| 4   | 10 | Tom Trana        | Sölve Andreasson    | Saab 96 V4             | 29 min 56 s 0     | + 16 min 25 s 5 | 2      |
| 5   | 34 | Giorgio Pianta   | Kuster              | Lancia Fulvia coupé HF | 35 min 46 s 0     | + 22 min 15 s 5 | 3      |
| 6   | 50 | Alberto Smania   | Giuseppe Zanchetti  | Fiat 125 S             | 47 min 39 s 7     | + 34 min 09 s 2 | 2      |
| 7   | 38 | Pino Ceccato     | Helmut Eisendle     | Fiat 125 S             | 50 min 13 s 5     | + 36 min 43 s 0 | 2      |
| 8   | 20 | Håkan Lindberg   | Arne Hertz          | Saab 96 V4             | 52 min 10 s 0     | + 38 min 39 s 5 | 2      |
| 9   | 26 | Alcide Paganelli | Ninni Russo         | Fiat 124 Spider        | 58 min 08 s 4     | + 44 min 37 s 9 | 4      |
| 10  | 66 | Pino Ceccato     | Helmut Eisendle     | Fiat 125 S             | 1 h 01 min 19 s 0 | + 47 min 48 s 5 | 1      |